# Corriebaatar
Corriebaatar é um gênero de multituberculado da família Corriebaataridae. Seus restos fósseis datam do Cretáceo Inferior e foram encontrados na Austrália, representando o primeiro espécime de multituberculado encontrado naquele país.